# Ledi
Die Ledi war ein Schweizer Volumenmass, gehörte zu den Getreidemassen und wurde nur für Obst genommen. 
Obst fiel unter die «rauen Früchte». Diese wurden gehäuft und nicht gestrichen, wie die «glatten Waren» (Getreide), verkauft. 
- 1 Ledi = 4 grosse Viertel = 8 Kornviertel/Malter

Das Mass Ledi war nur über den Mütt zu ermitteln. Dieser war gestrichen 3836 Pariser Kubikzoll oder 76,1 Liter gross und 1 Malter rechnete man mit 4 Mütt gleich 16 Kornviertel, also etwa 305 Liter.